# Ultimate Baseball Online
Ultimate Baseball Online (UBO)は、世界初の一人称視点で9人対9人対戦が可能な、オンライン野球ゲーム、フリーウェアである。
アメリカのNetamin Communication Corporationによって開発・公開されている。
2007年4月27日に、2006年版から2007年版に置き換わった。(UBO2006→UBO2007)